# Turntablism

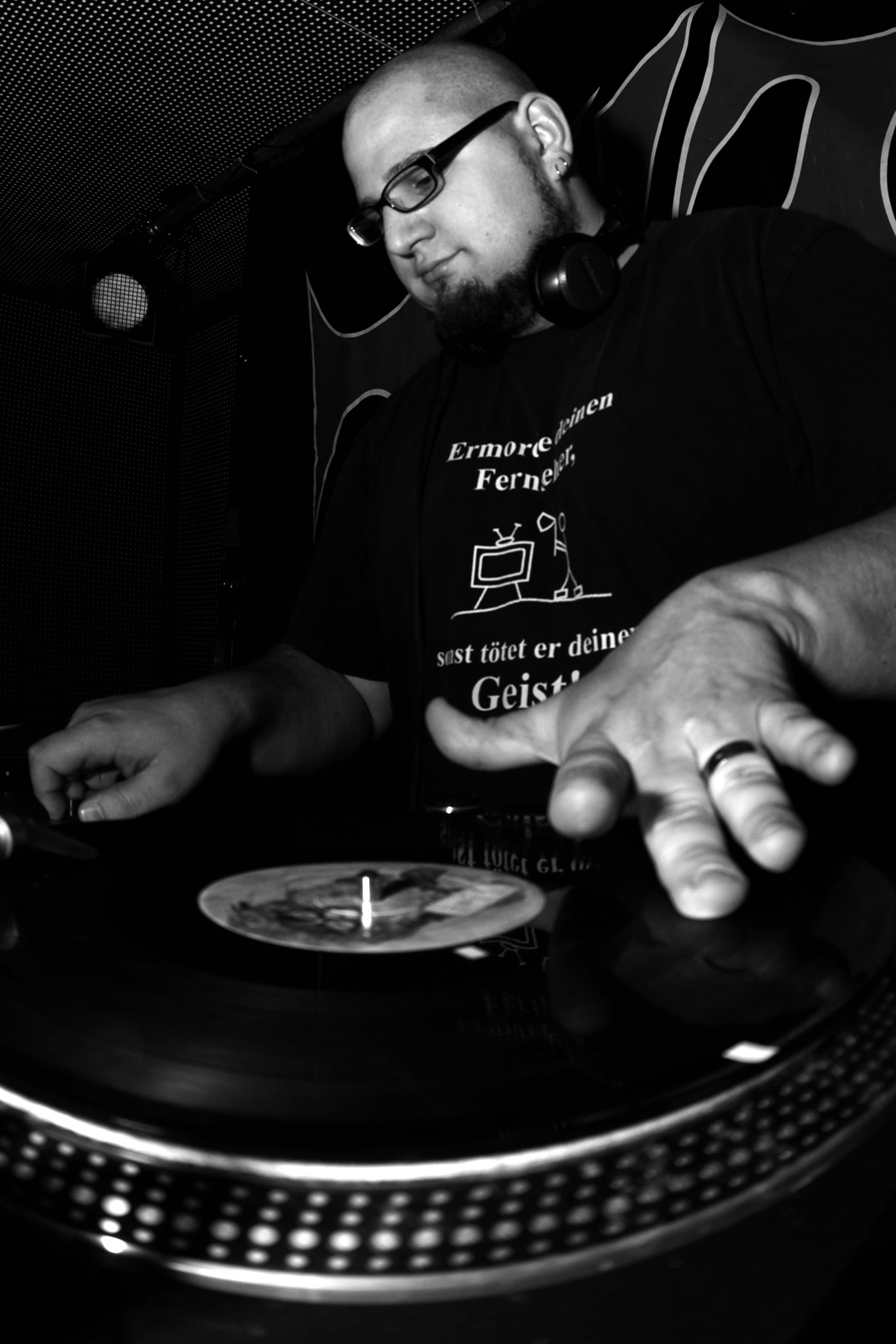
Ein DJ manipuliert mit der Hand die Drehgeschwindigkeit der Schallplatte auf dem Plattenteller, während die andere Hand am DJ-Mixer ist – eine Standardsituation beim Turntablism.

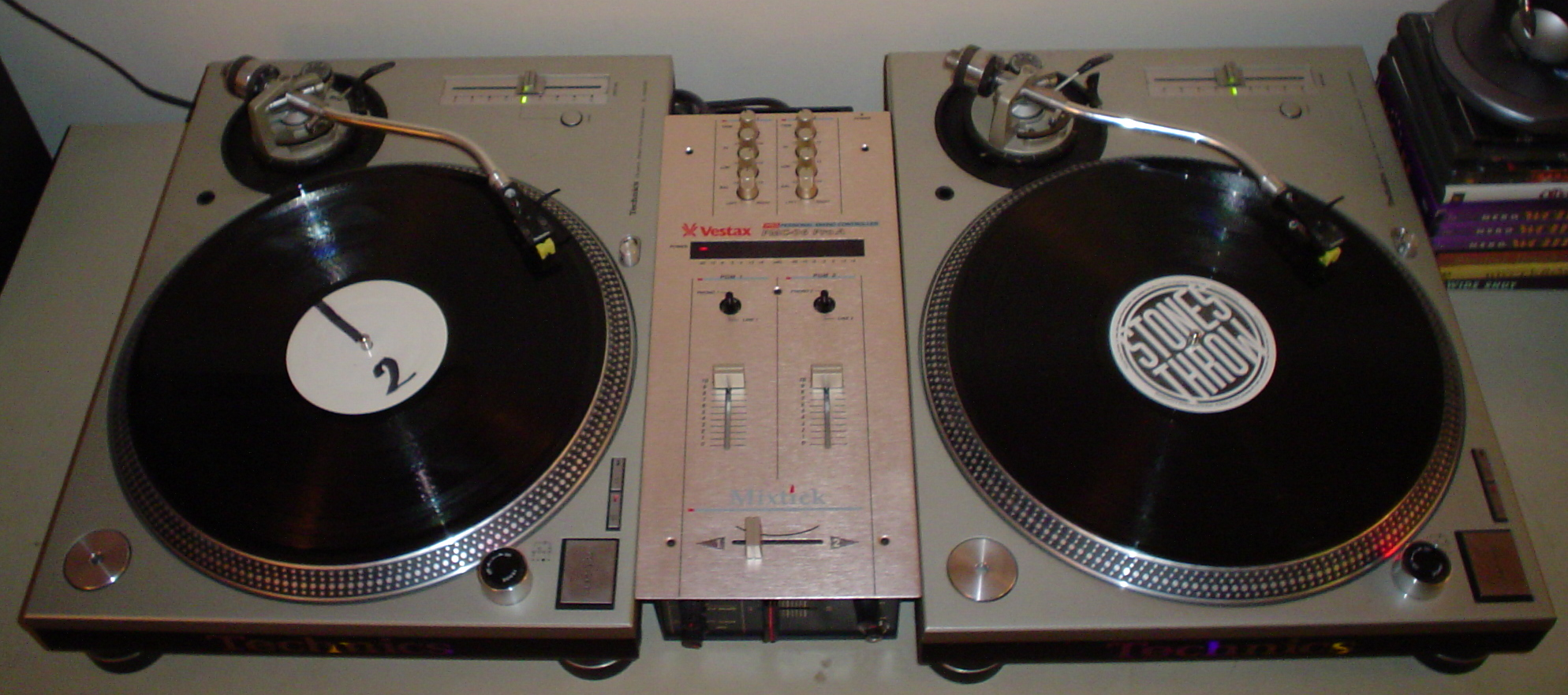
Zwei Plattenspieler und dazwischen ein Mischpult mit Crossfader (DJ-Mixer) bilden die Standardausrüstung

Unter Turntablism versteht man die Manipulation von Schallplatten mit einem Plattenspieler durch einen DJ, so dass die Töne der Schallplatte in einem völlig neuen Kontext zusammengesetzt werden bzw. der Plattenspieler selbst zur Erzeugung neuer Töne dient. Geprägt wurde dieser Begriff 1995 von DJ Babu von den Beat Junkies aus Los Angeles. Vor allem US-amerikanische Rap- und Hip-Hop-Musiker entwickelten ab den 1970er Jahren eine Reihe von Techniken, die elementarer Bestandteil der entsprechenden Musik-Genres wurden. Eine der bekanntesten ist das 1975 erfundene Scratching bzw. Scratchen.
Der Turntablism hat auch Eingang in verschiedene andere Musikstile gefunden. Die Entstehungsgeschichte ist eng mit der Plattenspieler-Modellreihe Technics SL-1200 (ab 1972) verbunden, die sich durch konstruktive Besonderheiten besonders für diese Anwendung eignet und bis heute produziert wird. 

## Geschichte und Technik
Bereits auf dem Festival „Neue Musik Berlin 1930“ experimentierte Paul Hindemith mit Schallplatten mit von ihm eigens dafür zusammengemischten Eigenaufnahmen. Blieb dies zunächst ein Einzelfall, so wurden in den späten 1940er-Jahren von weiteren Musikern Plattenspieler als Musikinstrumente verwendet.
Künstler und Komponisten wie Marcel Duchamp, John Cage oder Edgar Varèse und besonders die Vertreter der Musique concrète experimentierten mit Plattenspielern.
Turntablism ist eine Weiterentwicklung und Verfeinerung der im Hip-Hop seit der Erfindung durch Musiker wie Kool DJ Herc, Grandmaster Flash & the Furious Five, Afrika Bambaataa und Grandwizard Theodore bekannten Techniken.
Im Wesentlichen haben sich zwei Spezialgebiete im Turntablism entwickelt:
- Das Scratching, das sich auf alle Techniken, die mit einer Schallplatte zu bewerkstelligen sind, bezieht, und
- das Beatjuggling, die rhythmische Ineinanderreihung von zwei Schallplatten.

Diese Bereiche wurden von vielen Künstlern vorangetrieben, von denen vor allem die kalifornische Formation ISP (Invisibl Skratch Piklz/ Mitglieder u. a.: D-Styles, DJ Qbert, Flare, MixMasterMike, Shortkut, Yogafrog) als einer der bedeutendsten Motoren der Szene, wenn nicht sogar als die wichtigste treibende Kraft, zu nennen wäre. Sie entwickelten verschiedenartige Techniken und beeinflussten die „junge“ (Scratching-)Szene enorm und tiefgreifend.
Zu den Meistern des Beatjuggling gehören z. B. The X-Ecutioners (Roc Raida, Rob Swift, Total Eclipse, Mista Sinista)
Bedeutende Turntablism-Crews der heutigen Zeit sind Ned Hoddings, Birdy Nam Nam, C2C, Lordz of Fitness und viele Weitere. Hauptsächlich inspiriert durch diese Skratchmusiker entwickelt sich das Genre immer mehr zur innovativen Musikalität und dem Plattenspieler als wirklichem Musikinstrument, was im Kontrast zu der oftmals „unmusikalischen“ und technisierten Battleszene steht. Neuere Entwicklungen (wie z. B. die mp3-Kompatibilität von Plattenspielern, Effektgeräte, Loopstationen etc.) erlauben es, die „Beschränkungen“ des analogen Plattenspielers durch das oben Genannte zu umgehen. Allerdings scheiden sich darüber die Geister vieler Turntablisten: einige gelten als Verfechter des Vinyls und des Analogen, andere sind der Digitalisierung gegenüber offen gesinnt und wiederum andere versuchen, diese beiden Seiten in Einklang zu bringen. Allgemein lässt sich attestieren, dass die „Scratchindustrie“ und zahlreiche Künstler durch diese Innovationen geringere Gewinne erzielen.
Nennenswerte Platten dieser Entwicklungen sind „Scetchbook“ von Ricci Rucker & Mike Boogie, „Phantazmagorea“ von D-Styles, das „Birdy Nam Nam“ Album der gleichnamigen Crew und „Table Manners“ von Noisy Stylus sowie „Wave Twisters“ von DJ Qbert.
Abseits des Hip-Hop werden Turntables heute vor allem in der improvisierten und experimentellen Musik verwendet. Bekannte Vertreter dieser Richtung sind Otomo Yoshihide, Christian Marclay, eRikm, dieb13, das Institut für Feinmotorik und Philip Jeck.
Eine Schnittstelle zwischen der klassischen Notation und dem Turntablism wurde durch die S-Notation geschaffen. Durch diese Notation ist es möglich, alle Bewegungsabläufe, die am Plattenspieler und Mixer getätigt werden, aufzuzeichnen, um z. B. mit anderen „klassischen“ Instrumenten zusammenzuspielen.

## Pioniere des Turntablism (Auswahl)

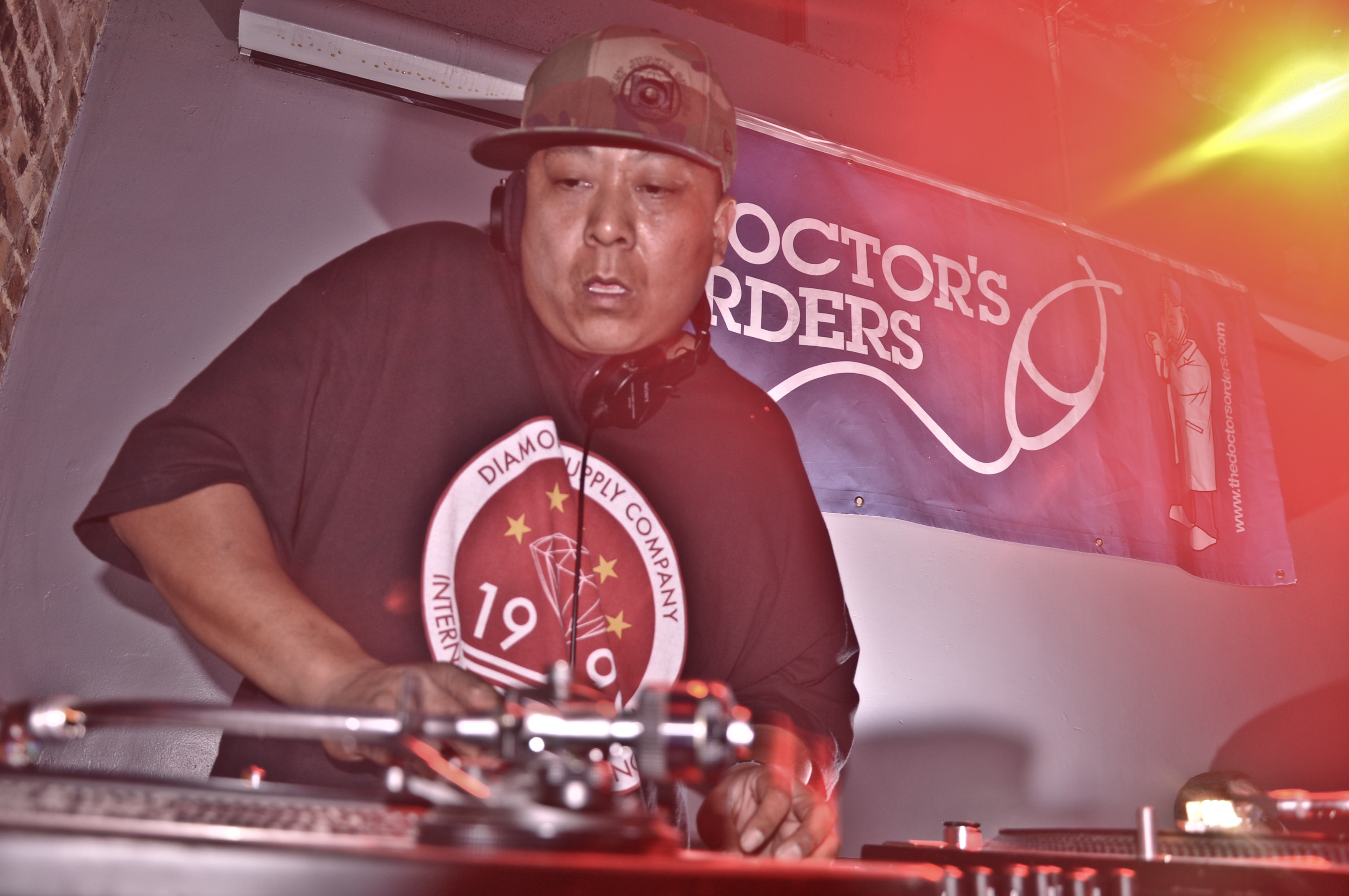
DJ Babu
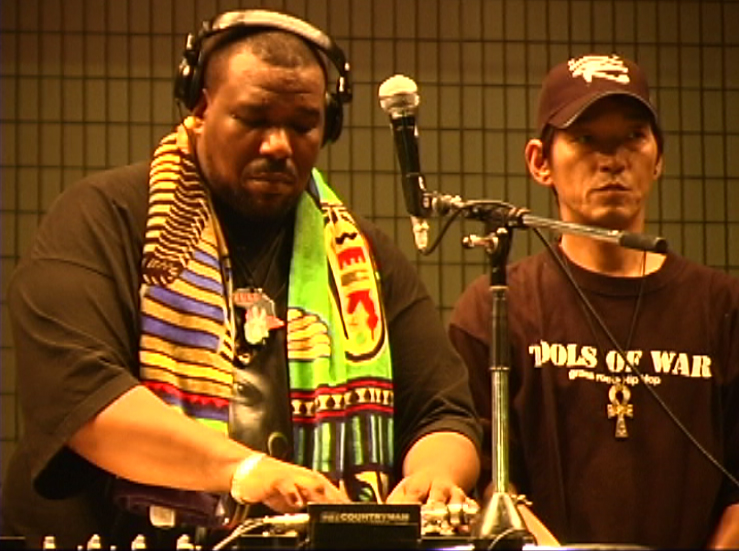
Afrika Bambaataa (li.)
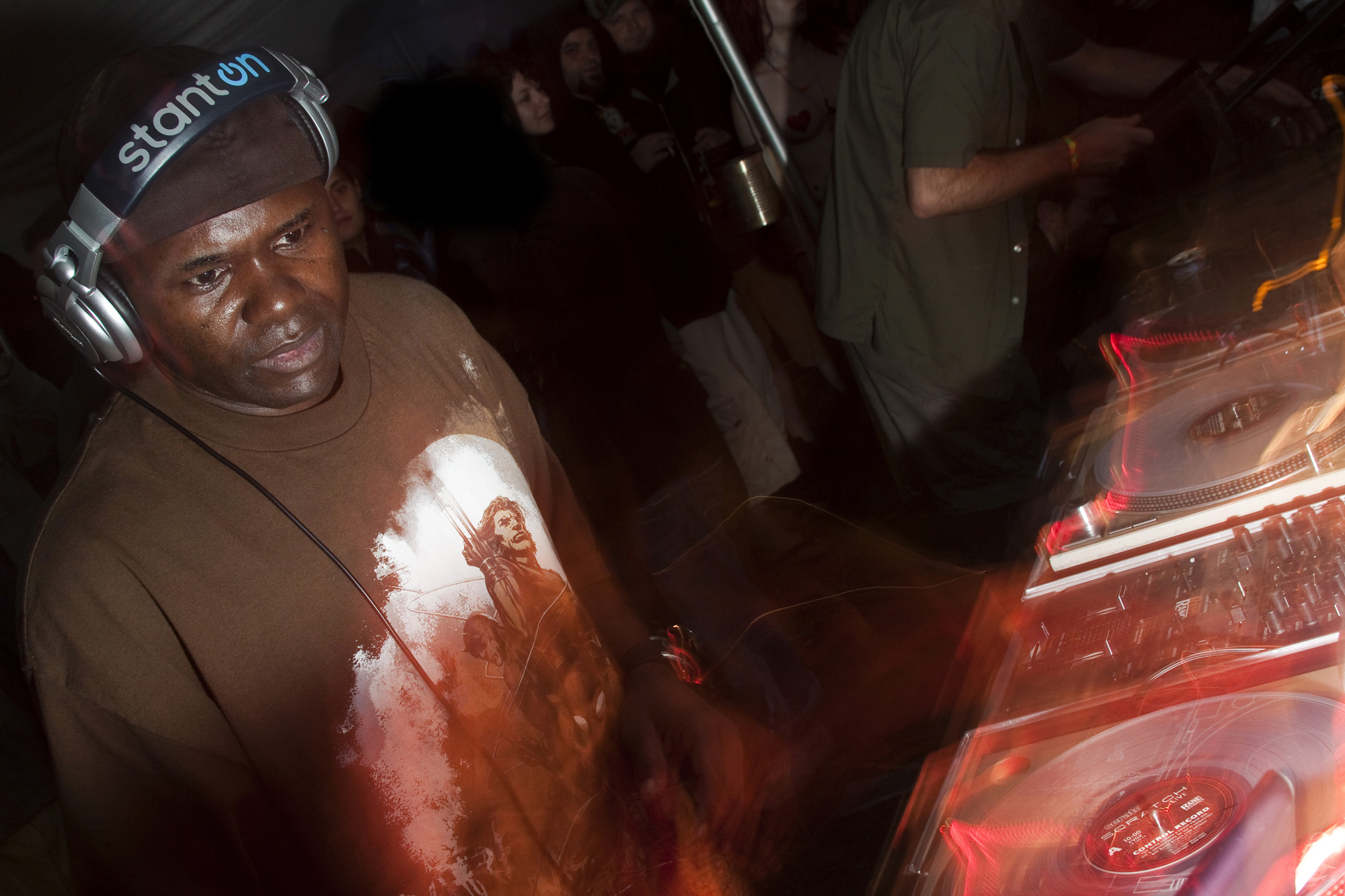
Grand Wizard Theodore
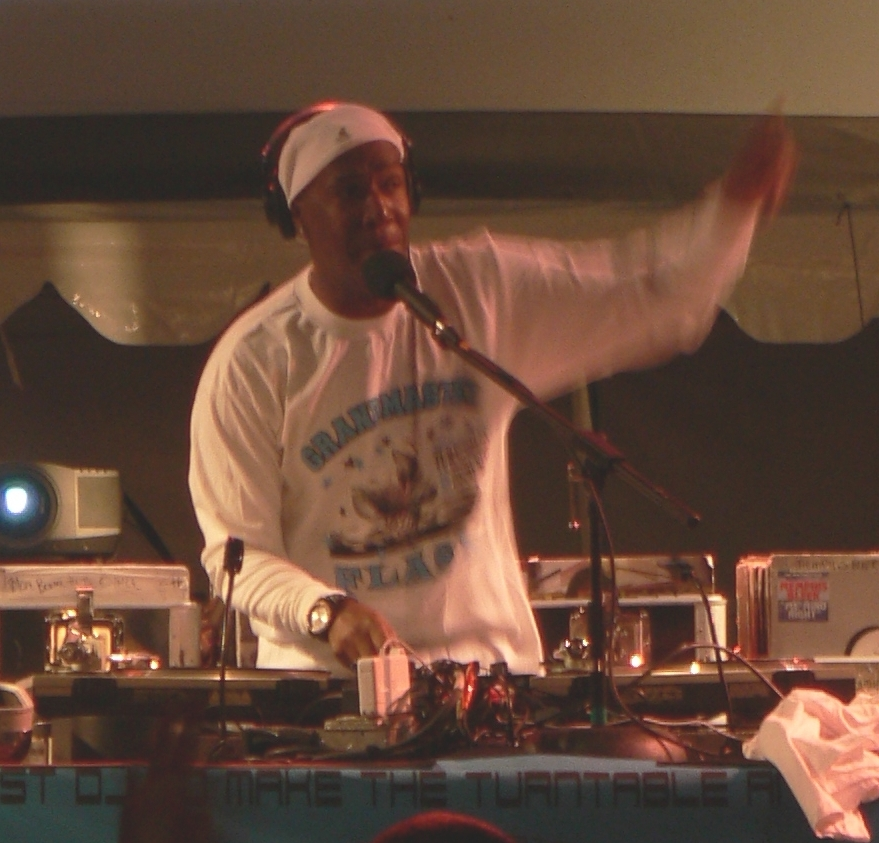
Grandmaster Flash
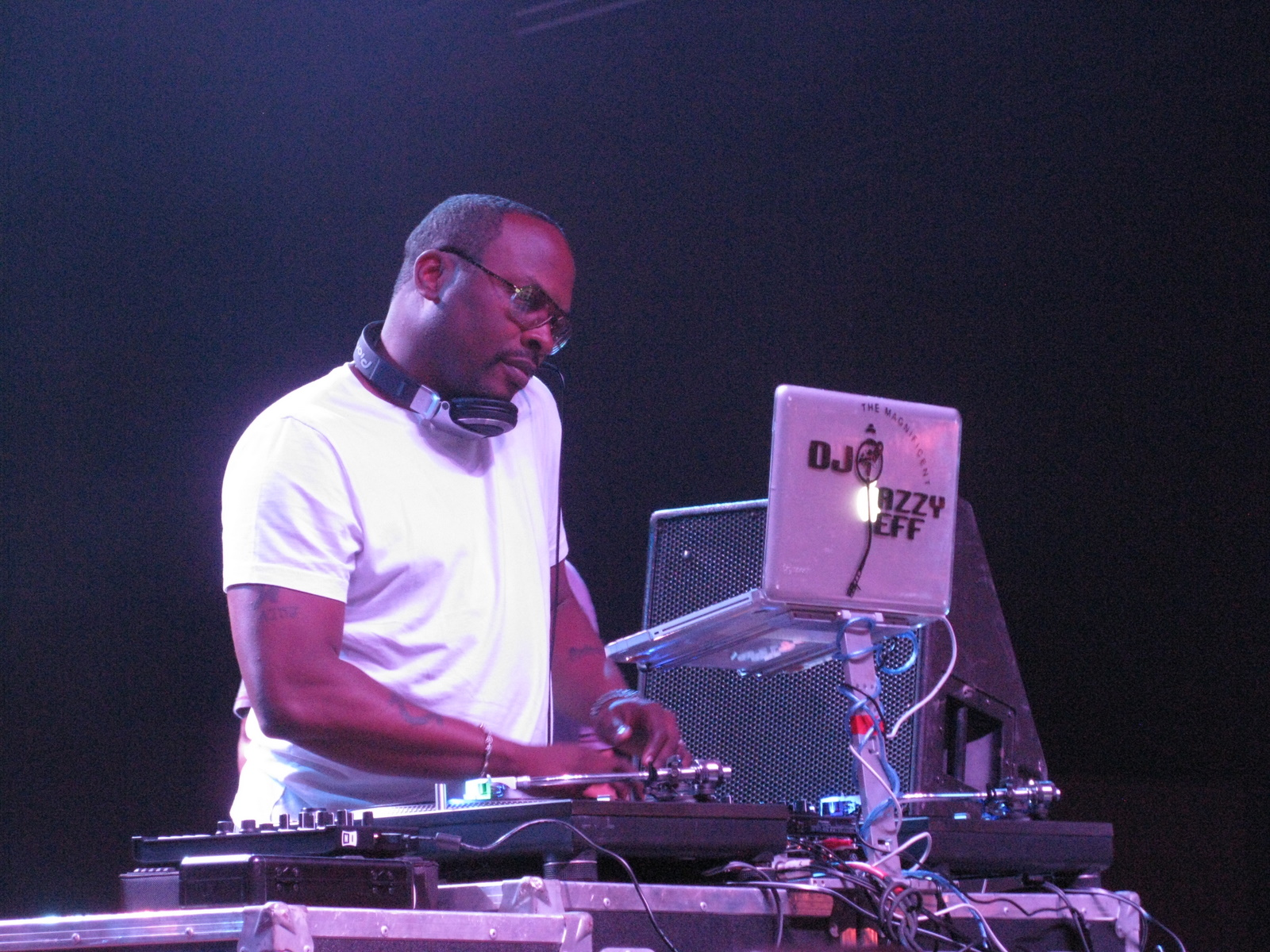
DJ Jazzy Jeff
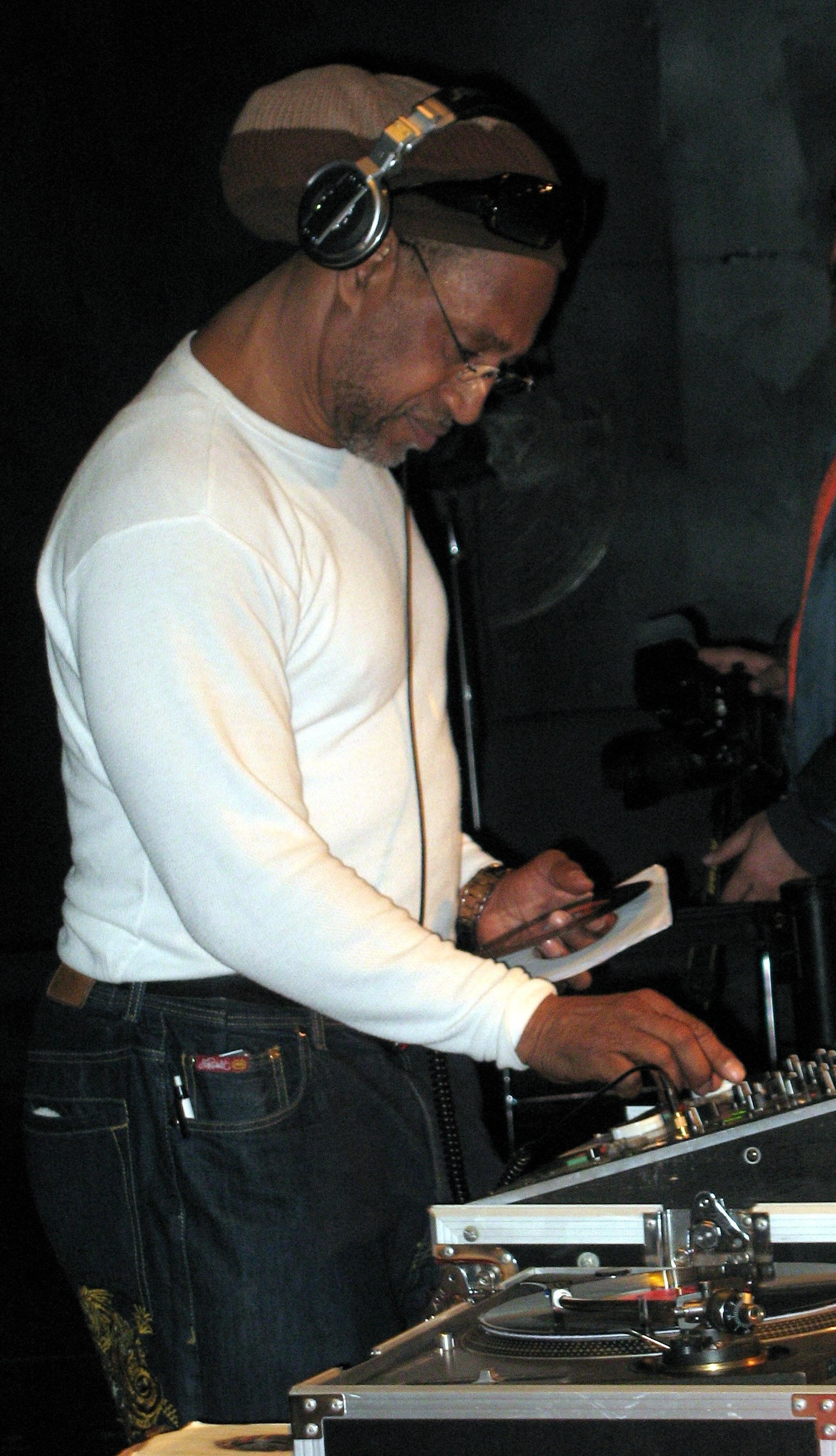
DJ Kool Herc
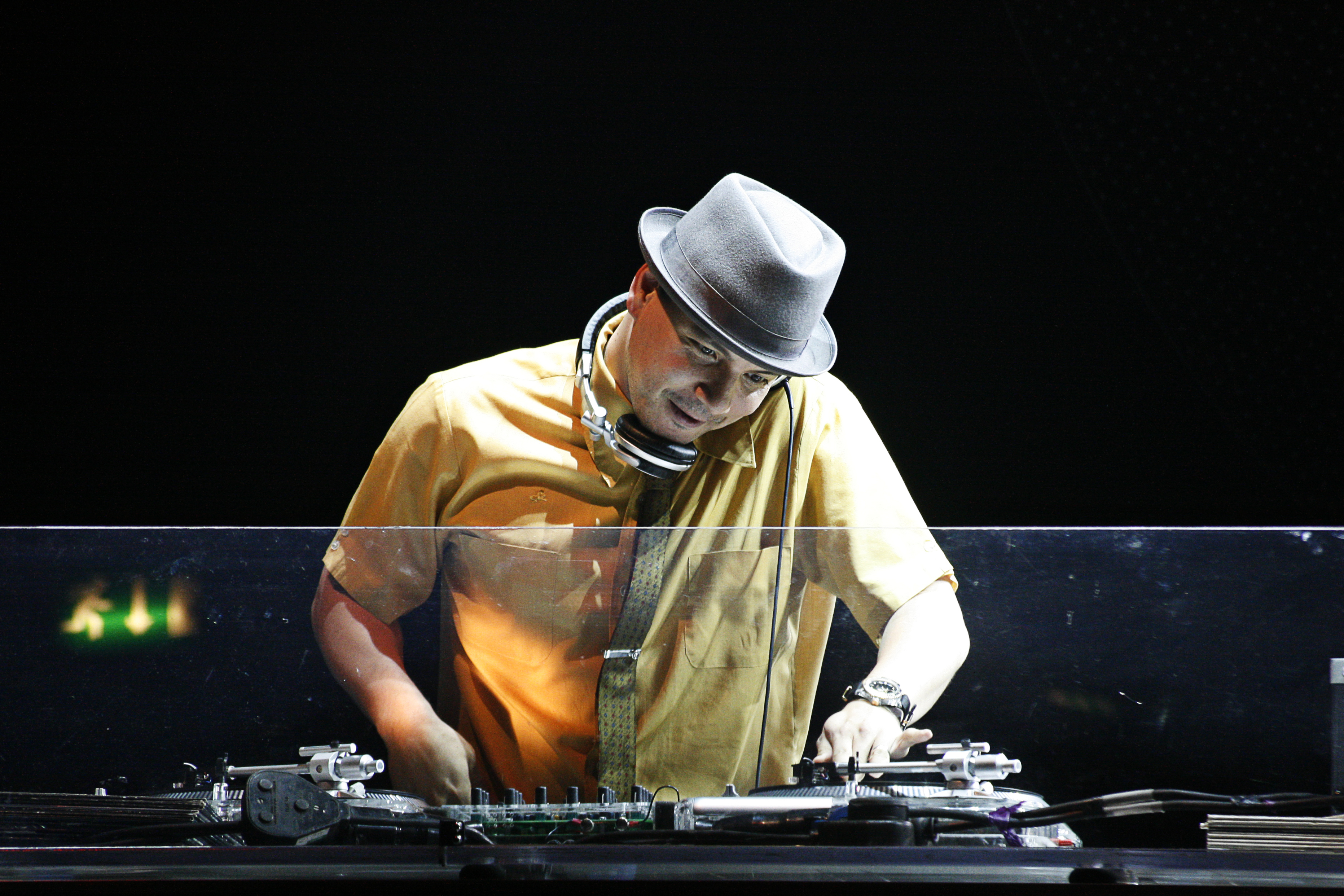
Mix Master Mike
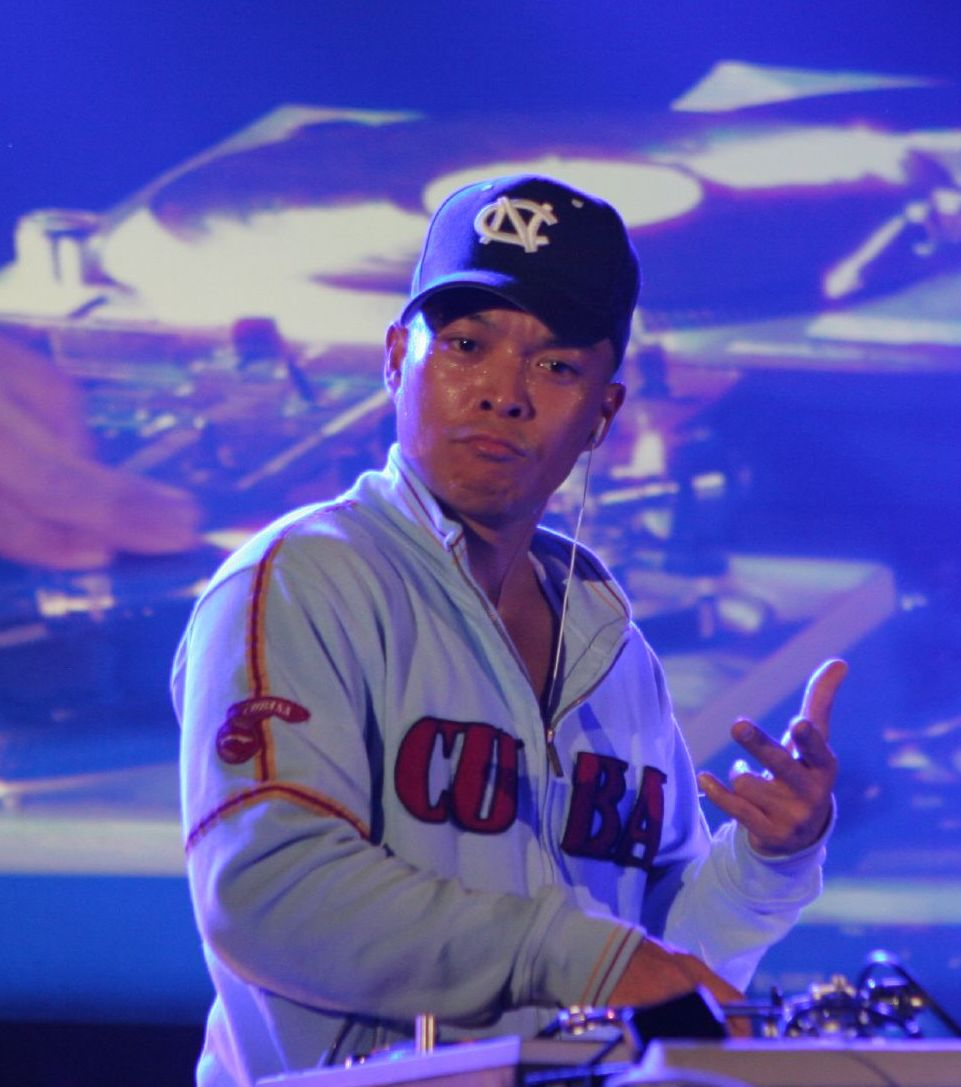
DJ Qbert
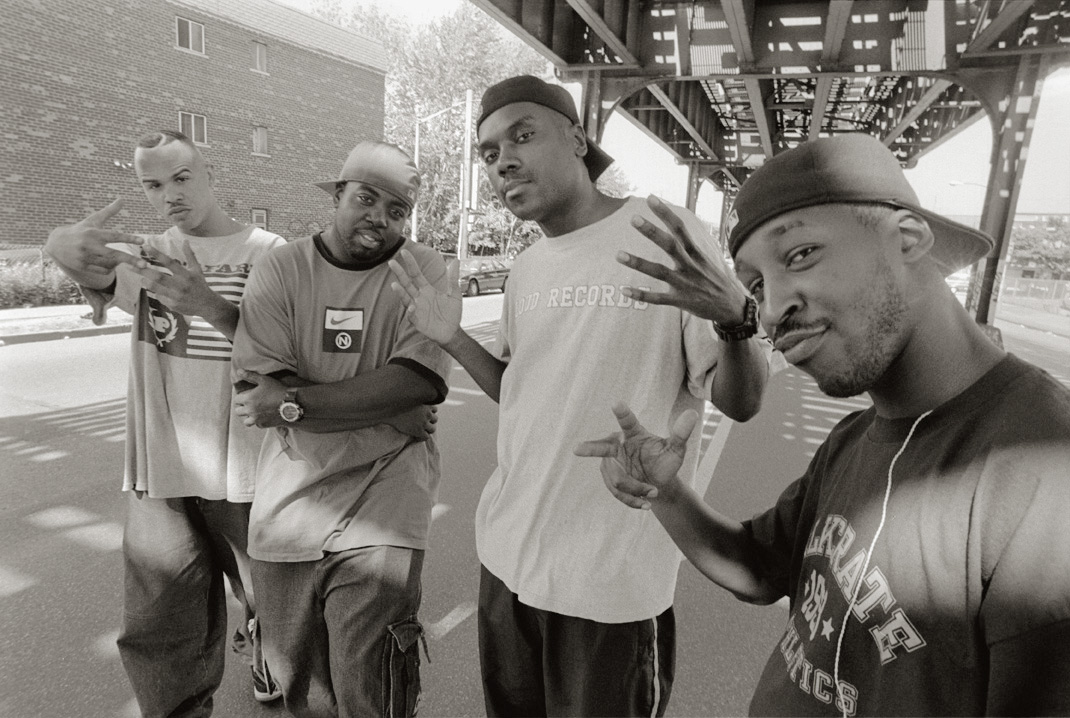
The X-Ecutioners